# 天主教拉包爾總教區
天主教拉包爾總教區（拉丁語：Archidioecesis Rabaulensis）是巴布亞紐幾內亞一個羅馬天主教教省總教區，下轄四個教區。此總教區是該國四個總教區之一。

## 歷史
新不列顛宗座代牧區於1889年5月10日設立，1922年11月14日易名，1966年11月15日升為總教區。

## 現況
總教區位於東新不列顛省，主教座堂位於科可波，2010年時有149,870名教友（佔轄區總人口52.5%）、33個堂區和60名司鐸。
現任總主教為羅格·若瑟·塔塔邁，榮休總主教為嘉祿·黑塞和方濟各·潘菲洛。